# Mamadu Ture Kuruma
General Mamadu Ture Kuruma es un militar de Guinea-Bisáu; vicejefe de la Junta Militar y comandante del Comando Militar, que depuso al presidente interino Raimundo Pereira y al ex primer ministro y candidato potencial a la presidencia, Carlos Gomes Júnior. El 13 de abril de 2012, prometió formar un gobierno de unidad con el paso de los días.